# SMS Planet (1889)
Az SMS Planet az Osztrák–Magyar Monarchia Planet-osztályú torpedóhajója (őrhajója) volt az első világháborúban. Testvérhajója nem volt, de az SMS Trabant nagyon hasonlított hozzá.

## Pályafutása
1888. augusztus 17-én átadták a gyártási terveket. Szeptember 28-án I. Ferenc József császár jóváhagyta a nevét. Októberben megkezdődött az építés. A császári és királyi Tengerészeti Technikai Bizottság (TTB) az építés során kiszámította, hogy a hajó 30 tonnával nehezebb lesz tervben foglaltaknál. Újra rajzolták az építési terveket és a vízkiszorítást 490 tonnára növelték. November 26-án folytatódott a munka. 1889. június 25-én vízre bocsátották. A munkálatok lassan haladtak, az egyik géprészt ki kellett cserélni. 1890. január 20-án sor került a próbaútra, melynek során 20,08 csomó sebességet ért el. Kicserélték a hajócsavart, és egy 0,21 m-rel nagyobb Thornycroft féle csavart szereltek fel. Április 24-én és május 15-én végrehajtott próbautakon 20,57 csomó volt a legnagyobb sebessége. Megsérült a kiegyensúlyozott kormánylapátja. Károk keletkeztek a kazánokban és a gépi berendezésekben is. Az átvételt elhalasztották. Kisólyázták, kicserélték a kazánt és főgépek alapzatát, új hajócsavart kapott. 1891 áprilisától június 30-ig a hajógyári munkások sztrájkja miatt a munkálatok szüneteltek. Augusztusban elkészült. Október 30-án végrehajtotta a hivatalos átvételi próbautat, melynek során 3356 ILE mellett 19,39 csomó sebességet ért el. A hajó jó tengerálló képességet mutatott. December 6-án a Haditengerészet átvette, és felszerelték.
1903-ban tartalékban volt. Kazáncserét és főgép javítást hajtottak végre rajta. A 2 db 7 cm/L42-es lövegét L45-ösre cserélték. 1906-ban a 2 db 7 cm/L45-ös lövegét átadta a Habsburg-nak és ismét a 7 cm/L42-es lövegeit kapta meg. Emellett ellátták aknatelepítő berendezéssel, valamint 2 db 60 cm átmérőjű fényszóróval. A Custozza mellett szolgált a tengerészkadétok kiképzésére 1914-ig. 1913. május 19-én kísérleti utat tett. Szeptember 6-tól ismét a Custozza mellé vezényelték.
1914. február 1. – május 15. között a Torpedó Iskola alárendeltségében volt. Kicserélték a kazánjait. Szeptember 3-án próbautat tett, majd felszerelték és Pólában látott el helyi védelmi feladatokat. 1915 – 1918 között helyi védelmi szolgálatot teljesített Pólában. A kikötői zárrendszer területén őrjáratozott. 1915. február 3-án bevontatott egy repülőgéproncsot a kikötőbe. Június 28-án egy tengeralattjáró után kutatott Porer előtt. Az év során alkalmassá tették aknakeresésre. 1920-ban Olaszország kapta meg lebontásra.